# Dolichosaccus anartius
Espèce
Synonymes
- Brachysaccus anartius Johnston, 1912 (protonyme)

Dolichosaccus anartius est une espèce de trématodes de la famille des Telorchiidae.

## Hôtes
Cette espèce parasite les grenouilles Dryopsophus aureus et Limnodynastes peronii,.